# Глаголь (глаголица)
Ⰳ, ⰳ (глаголь, ст.‑слав. ⰳⰾⰰⰳⱁⰾⰻ / глаголи, хорв. ⰳⰾⰰⰳⱁⰾⱜ / glagolj) — четвёртая буква глаголического алфавита, использовавшегося для записи старославянского и хорватского языков.

## Использование
Обозначала звук [ɡ], соответствовала кириллической букве Г (глаголь). В глаголической системе счисления обозначала число 4.

## Происхождение
Амфилохий, Тейлор и Ягич, а вслед за ними и Кульбакин, возводят глаголическую глаголь к курсивной греческой γ. Шафарик и Рачки же указывают на сходство глаголической глаголь (Ⰳ) с глаголической же хер (Ⱈ), а также греческой γ, армянской гхат (Ղ) и самаритянской гимель (‏ࠂ‏‎). Нахтигал также упоминает сходство с буквой хер, но при этом предполагает влияние еврейской или самаритянской гимель (‏ג‏‎). Йозеф Вайс также предполагал, что глаголь происходит от γ, которая была стилизована для указания на отличие в произношении от греческой буквы; возможным вдохновением для такой стилизации он указывал греческие лигатуры γο, γω, εγω. Щепкин придерживался схожей позиции, описывая глаголь как скорописную греческую гамму, которая была стилизована при помощи петель.
Гранстрем сравнивала глаголическую глаголь с древней формой знака зодиака Овна (♈), а также символами из греческих астрологических рукописей разных веков.

## Начертание
В Киевских листках буква напоминает минускульную греческую гамму (γ); в Пражских отрывках её петли несколько деформированы. В Ассеманиевом Евангелии её наклонные штрихи становятся существенно короче, а петли принимают форму практически правильных кругов. В маюскуле, в особенности в сборнике Клоца, эти штрихи, напротив, очень длинны. В Синайской Псалтыри верхняя петля немного сплющена. В Охридском Евангелии петли становятся квадратными, причём верхняя из них крупнее нижней; в праксапостоле они круглые. В отрывке Михановича овалы мелкие, а в отрывке Гршковича, наоборот, увеличены в сочетании с вырождением наклонных штрихов. Эта форма сохраняется в хорватских глаголических памятниках, но принимает квадратный вид начиная с отрывка святой Теклы. В Лобковицком кодексе прослеживается удлинение нижней части буквы, которое позже развивается в курсивном письме.

## Кодировка
Заглавная и строчная формы глаголической буквы глаголь были добавлены в Юникод в версии 4.1 в блок «Глаголица» (англ. Glagolitic) под шестнадцатеричными кодами U+2C03 и U+2C33 соответственно.
Надстрочная формы буквы была закодирована в блоке Юникода «Дополнение к глаголице» (англ. Glagolitic Supplement) в версии 9.0, вышедшей 21 июня 2016 года, под кодом U+1E003.